# Czajęczyce
Czajęczyce (przed 2012 Czajęcice) – wieś w Polsce, położona w województwie małopolskim, w powiecie proszowickim, w gminie Proszowice.
W latach 1975–1998 miejscowość administracyjnie należała do województwa krakowskiego.
W 2012 roku, na powtórny wniosek Burmistrza Miasta i Gminy Proszowice, oficjalnie zmieniono nazwę wsi z Czajęcice na Czajęczyce, ponieważ nowa nazwa była powszechnie stosowana, mimo że nie jest poprawna etymologicznie.

## Integralne części wsi
| SIMC    | Nazwa      | Rodzaj    |
| ------- | ---------- | --------- |
| 0331636 | Gościniec  | część wsi |
| 0331642 | Podbobinie | część wsi |
| 0331659 | Podlesie   | część wsi |
| 0331665 | Stara Wieś | część wsi |

## Historia
Dawna wieś (osada) znajdowała się przy dzisiejszej drodze w stronę młyna, gdzie znajdował się dwór właścicieli ziemskich. W wyniku komasacji majątków chłopskich, domy zaczęły powstawać przy dzisiejszej drodze gminnej. Nieopodal lasu, znajduje się cmentarz zmarłych w czasie epidemii cholery w XIX wieku. W następnych latach we wsi uruchomiono drewniany młyn wodny, następnie przebudowany na murowany. W latach okupacji niemieckiej, wielu ludzi pomagało partyzantom. Ludność wsi wraz z nadejściem frontu chroniła się w pobliskich Biskupicach.

### Wieś dzisiaj
Obecnie wieś ma charakter ulicówki z paroma odnogami. W pobliżu znajduje się las oraz rzeka Szreniawa. Wieś jest skomunikowana z Proszowicami oraz Krakowem.